# Jiří Štoček

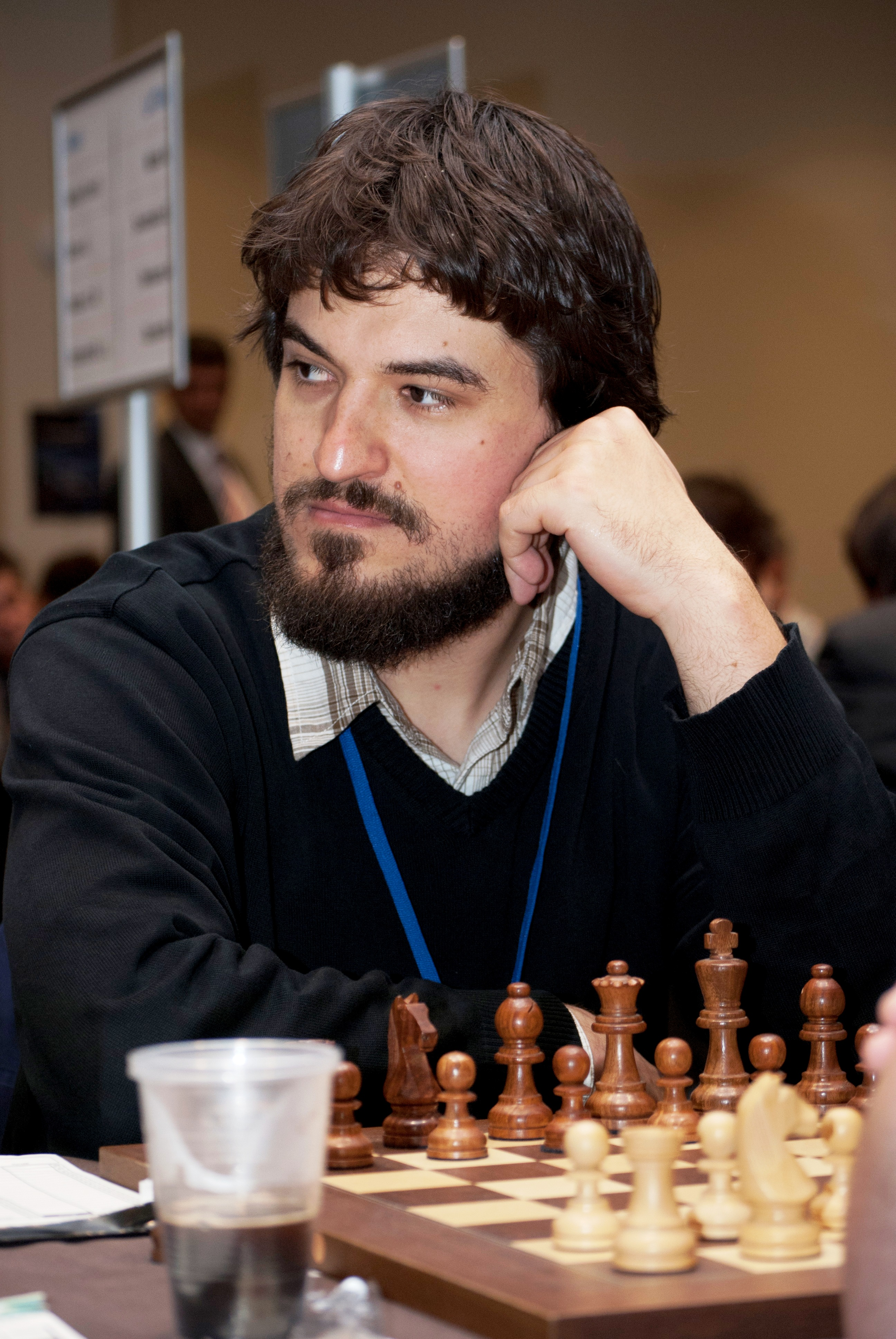
Jiří Štoček in 2011

Jiří Štoček (10 mei 1977) is een Tsjechisch schaker die vroeger voor Tsjechoslowakije uitkwam. Hij is sinds 1998 een grootmeester (GM). In 2011 werd hij kampioen van Tsjechië.

## Schaakcarrière
- Reeds in 1994 werd hij Internationaal Meester (IM), in 1998 werd hij grootmeester.
- Bij de eerste Europese jeugdkampioenschappen voor spelers tot 18 jaar, gehouden in 1994 in Chania op Kreta, werd hij gedeeld tweede na Robert Kempiński.[2]
- In 1994 won hij een First Saturday IM-B-toernooi in Boedapest met 9 pt. uit 10.
- In 1997 won hij een toernooi in Pilsen.
- In december 2001 won hij een GM-toernooi in Přerov.
- Na zijn studie astronomie werd Jiří Štoček in 2003 professioneel schaker.
- In september 2003 won hij het open Slowaakse kampioenschap in de gemeente Vysoké Tatry. In september 2004 won hij opnieuw het Tatry Open in Vysoké Tatry.
- Bij het kampioenschap van Tsjechië behaalde hij vijf keer een medaille: in 2003 in Luhačovice werd hij derde, in 2004 en 2005 in Karlsbad werd hij tweede,[3] ook in 2008 in Havlíčkův Brod werd hij tweede.[4] In mei 2011 in Pardubice won hij voor de eerste keer het kampioenschap van Tsjechië, met 6 pt. uit 9 (+3 =6 –0), een half punt boven de nummer twee Jan Krejčí.[5][6]
- Op het 32e World open dat van 30 juni t/m 4 juli 2004 in het Adams Mark Hotel in Philadelphia gespeeld werd, werd Štoček zesde.
- In februari 2005 speelde Štoček mee in het toernooi om het kampioenschap van Tsjechië dat met 8 uit 11 gewonnen werd door David Navara. Štoček eindigde ook met 8 punten, maar verloor de play-off en werd daardoor tweede.
- In januari 2010 was zijn FIDE-rating 2592.
- In september 2018 was hij op de FIDE-ranglijst de vierde speler van Tsjechië.[7]

### Nationale schaakteams
Met het Tsjechische nationale team nam hij deel aan de Schaakolympiades van 2004, 2008 en 2012, spelend aan het eerste reservebord. Bij de Europese schaakkampioenschappen voor landenteams in 2003, 2005 en 2011 speelde hij aan het vierde bord, in 2013 speelde hij aan het reservebord. Bij de Mitropa-Cup 2005 speelde hij aan het eerste bord.

### Schaakverenigingen
Jiří Štoček speelt in de Tsjechische competitie voor verenigingen: van 1994 tot 1998 en van 1999 tot 2006 voor Sokol Plzeň, in seizoen 1998/99 voor ŠK Sokol Kolín, in seizoen 2006/07 voor de kampioen RC Sport Pardubice, van 2007 tot 2011 voor Novoborský ŠK, waarmee hij in 2008, 2010 en in 2011 kampioen van Tsjechië werd en drie keer deelnam aan de European Club Cup, van 2011 tot 2018 voor Výstaviště Lysá nad Labem, in seizoen 2018/19 opnieuw voor Pardubice en sinds 2019 voor Moravská Slavia Brno. Ook speelt hij in de Slowaakse competitie voor verenigingen: van 2001 tot 2007 voor ŠK Hydina Košice en sinds 2007 voor TJ Slávia Košice, waarmee hij in 2008 en in 2012 kampioen werd. In Duitsland speelde hij voor SC Bann, aanvankelijk vanaf seizoen 2004/05 in de tweede klasse, daarna promoveerde de vereniging naar de eerste klasse, seizoen 2006/07, hierop volgde direct een degradatie, waarna het team weer in de tweede klasse speelde. Bij het seizoen 2011/12 stapte hij over naar SC Garching, eveneens in de tweede klasse. Ook speelt hij in de Griekse en in de Oostenrijkse (sinds 2009 voor SK Lackenbach) competities.

## Persoonlijk leven
Štoček is getrouwd met IM Zuzana Štočková.